# Tāndā
Tāndā är en ort i Indien.   Den ligger i distriktet Ambedkar Nagar och delstaten Uttar Pradesh, i den nordöstra delen av landet, 600 km öster om huvudstaden New Delhi. Tāndā ligger 95 meter över havet och antalet invånare är 88 073.
Terrängen runt Tāndā är mycket platt. Runt Tāndā är det mycket tätbefolkat, med 1 018 invånare per kvadratkilometer. Tāndā är det största samhället i trakten. Trakten runt Tāndā består till största delen av jordbruksmark.